# Miss Europe 2018

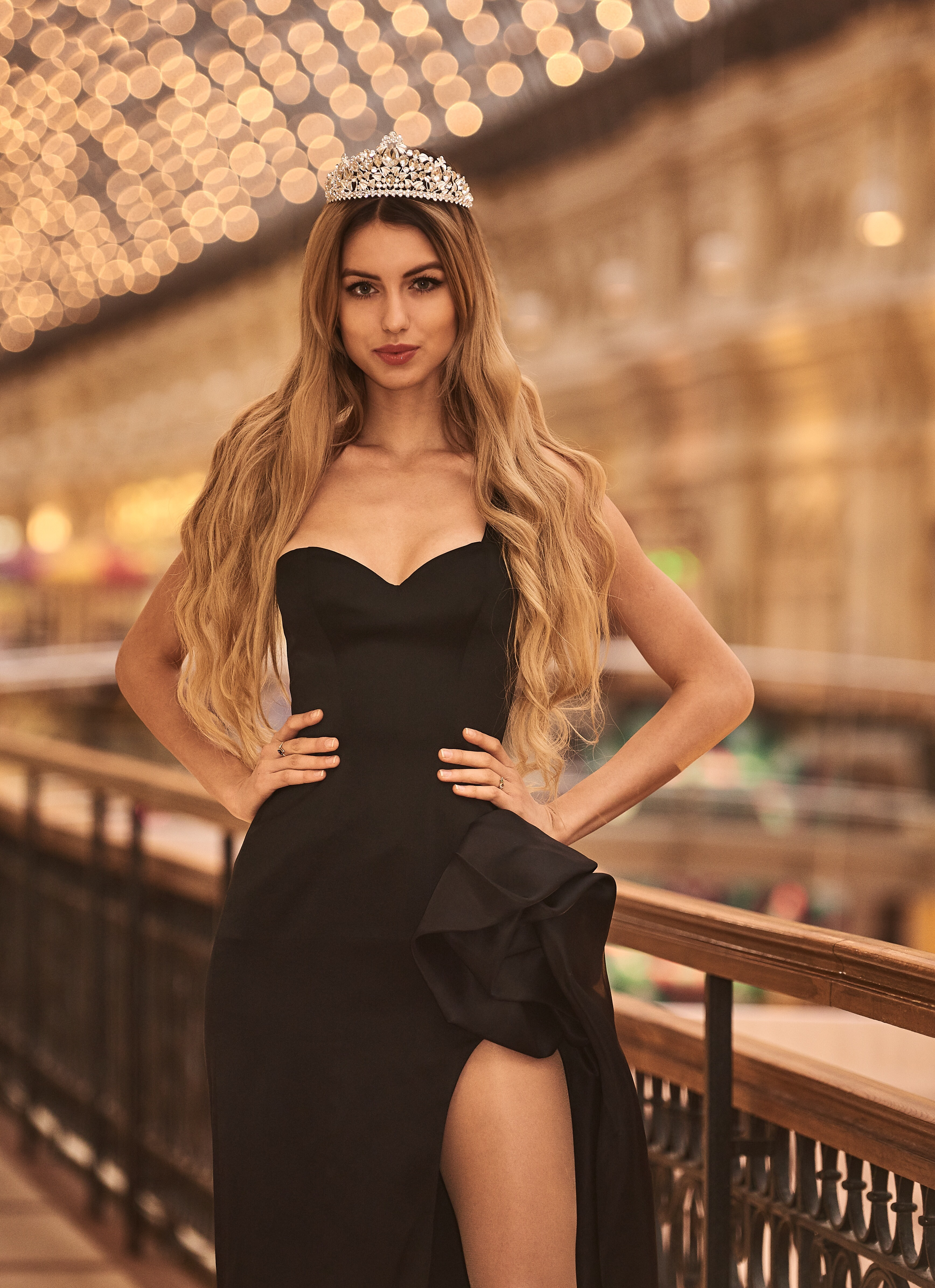
Anastasiya Ammosova, eine der beiden Siegerinnen bei der Miss Europe 2018

Der Wettbewerb um die Miss Europe 2018 war der dritte, den die Miss Europe Organization (MEO) durchführte. Sie hat ihren Sitz seit 2017 in Edinburgh.
Die Schönheitskonkurrenz war von 2007 bis 2015 nicht ausgetragen worden. Eine Kontinuität zu den Wettbewerben eines früheren Veranstalters und zu dessen Siegerinnen soll offensichtlich die Krone herstellen, die die Gewinnerin erhält. Auf der Webseite der Miss Europe Organization sind die Titelträgerin von 2016 und drei frühere Missen mit dieser Krone (eher einem Diadem) zu sehen.
Die Kandidatinnen waren in ihren Herkunftsländern von nationalen Organisationskomitees ausgewählt worden, die mit der MEO Lizenzverträge abgeschlossen hatten.
Die Veranstaltung fand am 10. November 2018 in der französischen Hauptstadt Paris statt – und zwar in der ersten Etage des Eiffelturms. Von der Jury wurden zwei Erste Plätze vergeben. Die Anzahl der Bewerberinnen ist nicht dokumentiert.
| Land                    | Name                | Andere Schreibweisen                        | Teilnahme an weiteren Wettbewerben                                                                       |
| ----------------------- | ------------------- | ------------------------------------------- | --- |
| Platzierungen           |                     |                                             | |
| 1. Ukraine              | Anna Shornikova     | Анна Шорникова (russisch)                   | |
| 1. Russland             | Anastasiya Ammosova | Анастасия Аммосова (russisch)               | Miss Russland 2017: Finalistin                                                                           |
| 2. Slowenien            | Nika Kar            |                                             | Miss Earth Slovenia 2018: Finalistin                                                                     |
| 3. Frankreich           | Agatha Maksimova    | Agatha Maximova, Агата Максимова (russisch) | Miss Europe France 2018: Platz 1, Miss Intercontinental France 2018: Platz 1, Miss Intercontinental 2018 |
| Weitere Teilnehmerinnen |                     |                                             | |
| Griechenland            | Freideriki Memmou   | Φρειδερίκη Μέμμου                           | |